# Irina Shayk
Ne doit pas être confondu avec Shanina Shaik.
Irina Shayk, est un mannequin russe née le 6 janvier 1986 à Iemanjelinsk, ville de l'oblast de Tcheliabinsk à l’époque en URSS. Elle débute dans le mannequinat en 2005 après avoir été repérée par un agent dans son village natal. Elle signe ensuite avec l'agence City Models à Paris.
En 2007, elle se fait connaître en posant pour le magazine sportif américain Sports Illustrated dont elle fait la couverture en 2011 pour la 48e édition. En 2012, elle remporte le prix du mannequin de l'année en Russie, prix décerné par la revue Glamour.
En 2012, elle présente l'émission Russia's Next Top Model.
Outre son travail avec Sports Illustrated, Irina signe avec d'autres marques telles que Avon ou encore Beach Bunny, marque pour laquelle elle devient l'égérie durant l'année 2013.

## Biographie
Irina Shayk est née à Iemanjelinsk, en Union soviétique (actuellement Russie). Selon elle, elle a hérité du physique de son père, ce qui explique pourquoi les gens pensent souvent qu'elle est Sud-Américaine. Le père d'Irina Shayk était un mineur de charbon et sa mère enseignait la musique dans une école maternelle.
Irina Shayk et sa sœur, Tatiana, habitent une ville minière de l'Oural où elles fréquentent pendant sept ans une école de musique où Irina apprend notamment le piano et le chant. Son père meurt alors qu'elle n'a que 14 ans.
Irina s'inscrit dans une école de beauté où elle est remarquée. En 2004, elle gagne le concours de beauté « Miss Tcheliabinsk » organisé dans sa région. Repérée, elle décide de poursuivre une carrière de mannequin.
Irina Shayk quitte sa ville natale pour Paris en 2005, puis elle s'installe à New York en 2007.

## Carrière
De 2007 à 2009, Irina Shayk est le « visage » de la marque Intimissimi.
En 2010, elle représente la marque de maillots de bain « Beach Bunny » et apparaît dans le clip POWER de Kanye West. En novembre, Irina Shayk apparaît pour la première fois en couverture du magazine de mode Elle, pour l'édition espagnole.
En février 2011, Irina Shayk devient la première Russe à poser en couverture du magazine Sports Illustrated Swimsuit Issue et dessine à cette occasion deux maillots de bain pour la marque. Le même mois, elle fait la couverture du Tatler russe.
Toujours en 2011, Irina est élue « femme la plus sexy du monde » par le magazine espagnol DT Lux et apparaît en couverture du magazine Amica italien en novembre et du Elle espagnol en décembre.
La même année, tout comme le mannequin Chrissy Teigen, Irina Shayk incarne un personnage en 3D dans le jeu vidéo Need for Speed: The Run.
Elle figure en première page de nombreux magazines de mode : Ocean Drive (Mexique), GQ (Afrique du Sud, Espagne, Mexique, Allemagne), Elle (Espagne), Cosmopolitan (Espagne, Russie, Mexique), Harper's Bazaar (Mexique), Amica (Italie), Yo Dona, S Moda[réf. nécessaire].
En février 2012, elle est en couverture du magazine Esquire. En mars, elle pose en couverture des magazines Harper's Bazaar (Moyen-Orient), FHM (Afrique du Sud) et apparaît dans un éditorial pour le Vanity Fair italien.
Pour la collection printemps-été 2012 de la marque de jeans Replay, Irina apparaît topless et vêtue d'un jean moulant.
En avril, elle apparaît en couverture du Marie Claire russe et du Cosmopolitan italien. Au mois de mai, elle fait également la première page du Cosmopolitan portugais et mexicain et du Harper's Bazaar ukrainien.
En juin 2012, elle pose en couverture du magazine anglais The Sunday Times Style et le mois suivant du Glamour russe.
En septembre 2012, elle fait la couverture du magazine L'Express Styles, photographiée par Mariano Vivanco. Elle présente l'édition 2012 de Russia's Next Top Model.
En novembre de la même année, elle figure en couverture du magazine américain Twelv avec le mannequin Anne Vyalitsyna. En décembre 2012, elle apparaît dans les pages du Vogue espagnol, photographiée par Mario Testino,,.
Elle défile pour la collection automne-hiver 2012 de Kanye West lors de la semaine de la mode à Paris, ainsi que pour les collections automne-hiver 2013 des marques Jérémy Scott et Givenchy.
Irina Shayk prête également son image pour la marque de bijoux Morellato[source secondaire souhaitée].
En 2013, Irina Shayk fait la couverture du magazine Vs., encore une fois aux côtés d'Anne Vyalitsyna. La même année, elle pose pour le magazine CR Fashion book photographiée par Bruce Weber.
En 2014, elle joue le rôle de Megara dans le film Hercule de Brett Ratner.
Elle pose par ailleurs pour la collection printemps-été 2015 de la marque de maillots de bain Agua Bendita.
En octobre 2015, elle devient une égérie de la marque L'Oréal Paris.
En 2016, Irina Shayk célèbre les vingt ans de la marque Intimissimi en posant avec Shlomit Malka.
En 2017, elle fait plusieurs couvertures de Vogue, en Espagne, Italie, au Japon, en Allemagne, Russie, au Brésil et au Mexique. La même année, elle est en couverture du magazine Harper's Bazaar de septembre aux côtés d'Adriana Lima et The Weeknd.
Irina Shayk apparaît à la télévision dans les talk-shows les plus connus, notamment avec Ellen DeGeneres, David Letterman et Chelsea Lately.
Elle est l'une des personnalités à participer au dernier défilé de Jean-Paul Gaultier en janvier 2020 telles Coco Rocha, Amanda Lear, Mylène Farmer, Rossy de Palma, Dita von Teese et Estelle Lefébure,.

### Campagnes publicitaires
Au cours de sa carrière, elle a posé pour des marques telles que La Perla, Beach Bunny, Lacoste, Paciotti 4US, Germaine de Capuccini, Armani Exchange, El Corte Inglés, Blanco, Intimissimi, Martini, Triumph, Victoria's Secret, Replay, Guess, Versace, Missoni, Blumarine, Alberta Ferretti, Avon, Givenchy, Marc Jacobs Beauty et Burberry.

## Vie privée
En mai 2010, elle entame une relation avec le footballeur Cristiano Ronaldo, ces derniers se sont rencontrés durant une séance photo pour la marque Giorgio Armani. Leur rupture est confirmée en janvier 2015 après plus de quatre ans de vie commune.
À partir de mai 2015, elle est en couple avec l'acteur Bradley Cooper. Le 30 novembre 2016, elle défile pour Victoria's Secret avec un ventre arrondi, révélant sa première grossesse. Le 21 mars 2017, elle donne naissance à une fille appelée Lea de Seine Shayk Cooper. Le couple se sépare en juin 2019.
En juin 2021, les médias rapportent qu'elle formerait un couple avec le rappeur américain Kanye West,,. Finalement, le couple ne dépasse pas l'été ou du moins les rumeurs s'estompent vite.
Durant l’été 2022, elle poste une série de photos de ses vacances avec Bradley Cooper sur Instagram, suggérant une reformation du couple.

## Filmographie
- 2014 : Hercule (Hercules) de Brett Ratner : Mégara